# 兰德尔 (奥地利)
兰德尔（德語：Landl）是奥地利施蒂利亚州利岑县的一个市镇。总面积104.3平方公里，总人口1327人，人口密度12.7人/平方公里（2005年）。